# Jorge Luna Yépes
Jorge Luna Yepes (Quito, 21 de diciembre de 1909 - Quito, 8 de noviembre de 1999) fue un político y escritor ecuatoriano que se desempeñó como líder de la Acción Revolucionaria Nacionalista Ecuatoriana (ARNE).

## Biografía
Nació en Quito el 21 de diciembre de 1909. Sus padres fueron el doctor Alejandro Luna y su madre María Esther Yepes Enríquez. Inició sus estudios en el Pensionado Elemental del canónigo Dr. Pedro Pablo Borja Yerovi, ingresando a este en octubre de 1916. Allí estudió hasta 1922. En este centro educativo estuvo con otros líderes políticos ecuatorianos del siglo XX: desde el coronel socialista César Alfaro hasta centristas y derechistas como los presidentes Galo Plaza Lasso y Camilo Ponce Enríquez.

### Militancia política
Ingresó a la Universidad Central del Ecuador de 1928 a 1934, estudió derecho y ciencias sociales, se graduó de abogado con las más altas calificaciones y se diplomó en derecho laboral ecuatoriano. Inició su carrera profesional como abogado de los pobres. A partir de ese momento se consolidó como un político experimentado dentro del Partido Conservador Ecuatoriano. En 1930 fundó junto con otros estudiantes universitarios el periódico "El Tajo" en el Centro de Estudios Internacionales, dirigida por el Dr. Ángel Modesto Paredes. Organizó el grupo ''ORTO'' con estudiantes universitarios de diferentes escuelas y un periódico del mismo nombre, a partir de 1932. También en esta época colabora con la revista "Acción Popular''.
En 1932, durante la Guerra de los Cuatro Días o Capitalismo quiteño, milita en el campo nacional, apoyando a Neptalí Bonifaz.
En 1934, en el sexto año de su carrera, intervino en una campaña electoral que terminó con la victoria de José María Velasco Ibarra; En 1935, fue nombrado representante de Pichincha en la provincia y capital de la república, y obtuvo un escaño en la Asamblea Nacional en 1935, convirtiéndose en el representante más joven de Ecuador en el siglo XX.

## Ideologías
Su ideología se regía por el individualismo cristiano; según él mismo, las actividades políticas, económicas, culturales y todas deben estar encaminadas a respetar la dignidad de la persona y la vigencia de sus derechos.
También mostraba una férrea oposición hacia la izquierda y derecha (debido a que la tercera posición era la ideología que militaba), ya que según ''había muchos excesos del capitalismo y del comunismo.''